# Voerder Straße 11

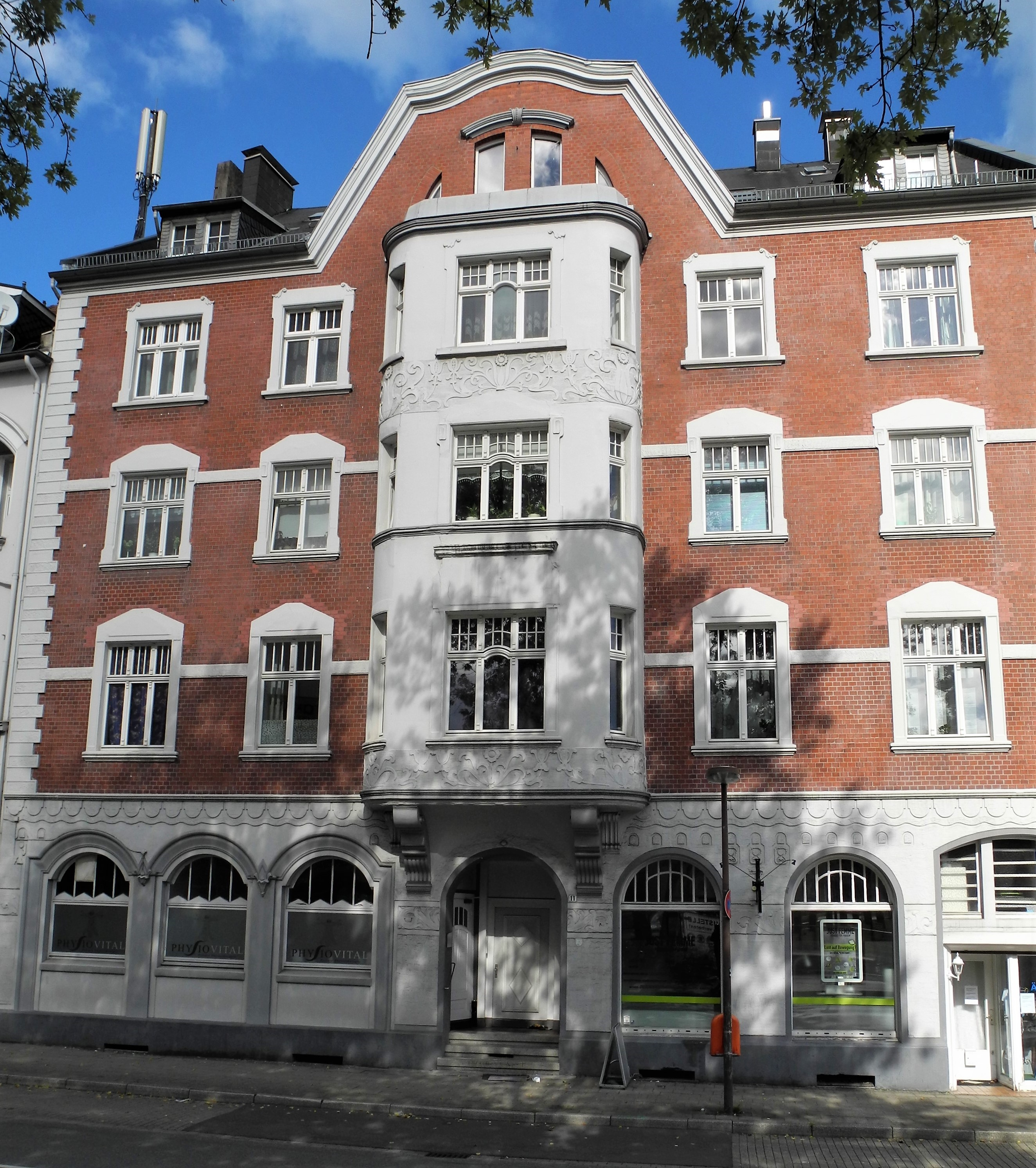

Das Wohn- und Geschäftshaus Voerder Straße 11 ist ein denkmalgeschütztes Mehrfamilienhaus im Ennepetaler Ortsteil Milspe. Das Gebäude wurde 1906 errichtet.

## Beschreibung
Das im Stil des Gründerzeit-Historismus errichtete Gebäude ist ein typisches Beispiel für den Beginn der städtischen Massivbauweise anstelle der zuvor ortsüblichen niedriggeschossigen Fachwerk- und Schieferbauweise. Der Entwurf zu dem Haus wurde von dem Bauherrn August Hedtmann bei dem Wuppertaler Architekten E. Wellershaus in Auftrag gegeben.
Das viergeschossige Haus ist ein Klinkerbau mit symmetrisch geordneter Fassade. Unter einem breiten Mittelgiebel mit Segmentbogenfenster befindet sich ein dreiachsiger Mittelerker auf Konsolen in Volutenform. Dort und über den Segmentbogenfenster des Erdgeschosses befinden sich Stuckembleme mit Jugendstileinflüssen. Die am ganzen Gebäude erhaltenen Holzsprossenfenster sind von Stuckrahmungen umgeben, ebenso sind die Gebäudeecken durch Quaderrahmungen hervorgehoben.